# Miguel Hernández Sánchez
Miguel Hernández Sánchez (Madrid, Comunidad de Madrid, España, 19 de febrero de 1970) es un exfutbolista español. Jugaba de defensa central.
Trabajaba como profesor de educación primaria en el colegio Virgen De Atocha (Madrid) hasta 2017

## Trayectoria
Su trayectoria deportiva comenzó en Los Relámpagos (fútbol sala) equipo de su barrio que es Santa Eugenia.
- 1987-90 CD Pegaso
- 1990-94 Rayo Vallecano de Madrid
- 1994-97 RCD Español / Espanyol
- 1996-97 UD Salamanca
- 1997-98 UE Lleida
- 1998-99 Tarrasa Fútbol Club

Actualmente es coordinador de la  ESCUELA DE FUTBOL AFE, perteneciente a la Asociación de Futbolistas Españoles y realiza la Tecnificación del CD Rivas Jarama.

## Selección nacional
- Nunca fue internacional absoluto, aunque jugó en las categorías inferiores de la selección española olímpica Sub-23. Fue uno de los integrantes del combinado español que ganó la histórica medalla de oro en los Juegos Olímpicos de Barcelona 1992.